# Anton Altmann
Anton Altmann, nació en Viena en 1808, estudió de la naturaleza, bajo la instrucción de Mössmer en la Academia de Bellas Artes de Viena.
Después de haber sido instructor en el dibujo al conde Apponyi en Hungría, se estableció en Viena, y se hizo famoso como pintor de paisajes. Murió allí en 1871. Entre sus obras más importantes son los siguientes:
- Claustro del Convento 'Maria Schein,' en Bohemia. 1838.
- Escena del bosque. 1840.
- Paisaje pantanoso. 1846.
- Paisaje de la tarde. 1847.
- Primavera en un bosque. 1851.
- El Molino. 1851.

Altmann ejecutaba paisajes en acuarela; y también grababa de sus propios diseños.